# Temple Kalikambal (La Réunion)
Pour les articles homonymes, voir Temple Kalikambal.
Le temple Kalikambal est un temple hindou de l'île de La Réunion, département d'outre-mer français dans le sud-ouest de l'océan Indien. Il est situé rue du Maréchal-Leclerc dans le centre-ville de Saint-Denis, le chef-lieu de ce territoire.

## Annexe